# پرسیوال اشپراگه
رولاند پرسیوال اشپراگه (۱۱ ژوئیهٔ ۱۸۹۴، اونترلیدرباخ – ۱ اوت ۱۹۶۷) ریاضی‌دان آلمانی بود که به‌خاطر قضیه اسپراگ–گراندی و نیز به‌عنوان نخستین ریاضی‌دانی که موفق به یافتن مربع کامل تقسیم‌شده شد، شناخته می‌شود.

## زندگی‌نامه
توماس باند اشپراگه و هرمان آماندوس شوارتس پدربزرگ پرسیوال اشپراگه بودند. او همچنین نتیجهٔ ریاضی‌دان ارنست ادوآرد کومر و نتیجهٔ سازندهٔ سازهای موسیقی ناتان مندلسون (۱۷۸۱–۱۸۵۲) بود.
پس از فارغ‌التحصیلی در سال ۱۹۱۲ از دبیرستان بیزمارک در برلین-ویلمرسدورف، اشپراگه  با وقفه‌ای به دلیل خدمت سربازی که از سال ۱۹۱۵ تا سال ۱۹۱۸ طول کشید، در برلین و گوتینگن تحصیل کرد. او در سال ۱۹۲۱ در برلین، آزمون دولتی برای تدریس در رشته‌های ریاضیات، شیمی و فیزیک را با موفقیت گذراند. او از سال ۱۹۲۲ «اشتودیِن‌آسسور» (معلم کارآموز دبیرستان) در دبیرستان پالسِن در برلین-اشتگلیتس بود و از سال ۱۹۲۴ در دبیرستان شیلر (که موقتاً به‌نام «مدرسهٔ کلاوزویتس» شناخته می‌شد) در برلین-شارلوتنبورگ تدریس می‌کرد، جایی که در سال ۱۹۲۵ به مقام «اشتودیِن‌رات» (معلم رسمی دبیرستان) ارتقاء یافت. در سال ۱۹۵۰، اشپراگه دکترای خود را زیر نظر الکساندر دینگاس در دانشگاه آزاد برلین با رساله‌ای با عنوان دربارهٔ تعیین یکتای عناصر یک مجموعهٔ متناهی از طریق تقسیم دوتایی دریافت کرد. در «دانشگاه تربیت معلم برلین»، اشپراگه از سال ۱۹۴۹ مدرس، از سال ۱۹۵۳ «اوبر‌اشتودیِن‌رات» (معلم ارشد دبیرستان) و از سال ۱۹۵۵ استاد بود.
اشپراگه به‌خاطر مشارکت‌هایش در ریاضیات سرگرم‌کننده شناخته می‌شود، به‌ویژه برای تابع اشپراگه–گراندی و کاربرد آن در نظریهٔ بازی‌های ترکیبیاتی، که اشپراگه و پاتریک مایکل گراندی به‌طور مستقل به ترتیب در سال‌های ۱۹۳۵ و ۱۹۳۹ آن را کشف کردند. این نتیجهٔ اشپراگه، امکان تکمیل راهبردهای ریاضی‌ای را که در اصل توسط امانوئل لاسکر ابداع شده بودند فراهم کرد، و روشی برای محاسبهٔ راهبردهای پیروزمند در تعمیم‌هایی از بازی نیم ارائه داد.

## آثار گزیده
- Über mathematische Kampfspiele، نشریهٔ ریاضی «توهُکو»، جلد ۴۱ (۱۹۳۵)، صفحات ۴۴۴–۴۳۸ (نسخهٔ آنلاین).
- Über zwei Abarten von Nim، نشریهٔ ریاضی «توهُکو»، جلد ۴۳ (۱۹۳۷)، صفحات ۴۵۴–۴۵۱ (نسخهٔ آنلاین).
- ریاضیات سرگرم‌کننده: مسائل جدید، راه‌حل‌های شگفت‌انگیز، چاپ دوم، ۱۹۶۹.